# Wolfgang Köhler
Wolfgang Köhler, född 21 januari 1887, död 11 juni 1967, var en balttysk psykolog och filosof.

## Biografi
Köhler var professor vid universitetet i Berlin. År 1912 vistades han på Teneriffa på uppdrag av Preussiska vetenskapsakademien för att utföra djurpsykologiska undersökningar av schimpanser, vilkas resultat senare publicerades i akademiens Berichte. Redan här företrädde Köhler gestaltpsykologin. Från denna kom han till en allmän filosofisk och kunskapsteoretisk uppfattning, som han även tillämpade på fysiken i verk som Die physischen Gestalten in Ruhe und in stationärem Zustand, 1920.
Hans viktigaste bok är Psychologische Probleme (1933). 